# 埃斯塔桑
埃斯塔桑是巴西南大河州的一个市镇。总面积100.266平方公里，总人口6011人，人口密度60人/平方公里。